# Ascanio (opéra)
Pour les articles homonymes, voir Ascanio.

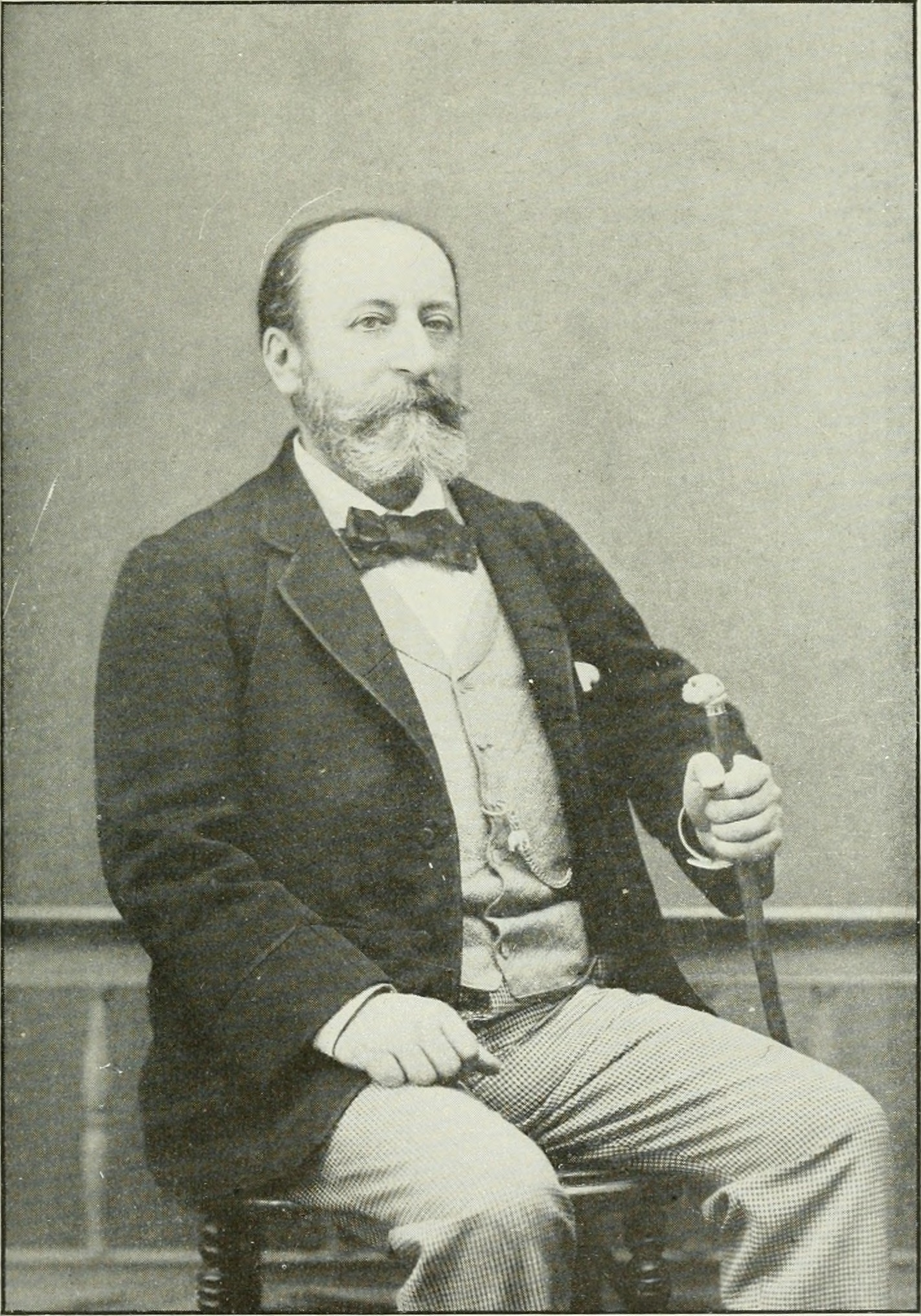
Camille Saint-Saëns en 1893.

Ascanio est un opéra en 5 actes et 6 tableaux de Camille Saint-Saëns sur un livret de Louis Gallet, créé à Paris le 21 mars 1890 à l'Académie nationale de Musique.

## Rôles
- Benvenuto Cellini (baryton)
- Ascanio (ténor)
- François Ier (basse)
- Un mendiant (baryton)
- Charles-Quint (basse)
- Pagolo (basse)
- d'Estourville (ténor)
- d'Orbec (ténor)
- La Duchesse d'Étampes (soprano)
- Scozzone (contralto)
- Colombe d'Estourville (soprano)
- Dame Périne (mime)

## Livret
Le livret est tiré de la pièce de théâtre Benvenuto Cellini, en 5 actes, de Paul Meurice (1852).

## Discographie sélective
- Jean-François Lapointe, Benvenuto Cellini, Joé Bertili, Pagolo, Bernard Richter, Ascanio, Karina Gauvin, la Duchesse d'Étampes, Clémence Tilquin, Colombe d'Estourville, Ève-Maud Hubeaux, Scozzone, Tean Teigten, François 1er, orchestre et chœur de la Haute École de Musique de Genève, chœur du Grand Théâtre de Genève, dir. Gillaume Tourniaire. 3 CD B records Outhere 2018